# 밥이 되어라
《밥이 되어라》는 2021년 1월 11일부터 2021년 7월 2일까지 방영된 MBC 일일 드라마이다.

## 기획 의도
정통 궁중요리 대가의 비법 손맛을 타고난 '영신'과 그녀를 둘러싼 주변 사람들의 갈등과 성장을 그린 드라마

## 제작진

### 제작
- 김정호 : ( MBC 아침 일일연속극 《느낌이 좋아》(공동연출), MBC 아침 일일연속극 《내 마음의 보석상자》(연출), MBC 저녁 일일연속극 《오로라 공주》(공동연출), MBC 저녁 일일연속극 《비밀과 거짓말》(연출) 등 연출 )

### 제작사
- ㈜MBC C&I

### 연출
- 백호민 : ( MBC 아침 일일연속극 《내 이름은 공주》(연출), MBC 아침 소설극장 《성녀와 마녀》(연출), MBC 아침 일일연속극 《김약국의 딸들》(연출), MBC 아침 일일연속극 《이제 사랑은 끝났다》(연출), MBC 단막극 《베스트극장 - 국물 있습니다》(연출), MBC 아침 일일연속극 《흔들리지마》(공동연출), MBC 주말 특별기획 드라마 《보석비빔밥》(연출), MBC 주말 특별기획 드라마 《욕망의 불꽃》(연출), MBC 주말 특별기획 드라마 《메이퀸》(연출), MBC 주말 특별기획 드라마 《왔다! 장보리》(연출), MBC 주말 특별기획 드라마 《내 딸, 금사월》(연출), MBC 주말연속극 《당신은 너무합니다》(연출), MBC 토요 미니시리즈 《데릴남편 오작두》(공동연출) 등 연출 )

### 극본
- 하청옥 : ( SBS 특집 2부작 단막극 《이별》 (집필), SBS 주말극장 《작은 아씨들》(집필), SBS 금요 미니시리즈 《나도야 간다》(집필), MBC 주말연속극 《천하일색 박정금》(집필), SBS 저녁 일일연속극 《호박꽃 순정》(집필), MBC 주말연속극 《금 나와라, 뚝딱!》(집필), MBC 주말연속극 《여자를 울려》(집필), MBC 주말연속극 《당신은 너무합니다》(집필) 등 집필 )

## 방송 시간
| 방송 채널 | 방송 기간                                                                                           | 방송 시간                    | 방송 분량 |
| --------- | --------------------------------------------------------------------------------------------------- | ---------------------------- | --------- |
| MBC TV    | 2021년 1월 11일 ~ 2021년 6월 18일 [1회~110회] (본방송)                                              | 매주 평일 저녁 7:10 ~ 7:50   | 40분      |
| MBC TV    | 2021년 6월 21일 ~ 2021년 7월 2일 [111회~120회] (본방송)                                             | 매주 평일 저녁 7:05 ~ 7:40   | 35분      |
| MBC TV    | 2021년 6월 24일 ~ 2021년 7월 1일 (본방송)                                                           | 매주 목요일 저녁 7:10 ~ 7:40 | 30분      |
| MBC TV    | 2021년 1월 12일 ~ 2021년 7월 5일 [1회~76회] (재방송) / [78회~86회] (재방송) / [88회~120회] (재방송) | 매주 평일 아침 8:50 ~ 9:30   | 40분      |
| MBC TV    | 2021년 2월 12일 : 재방송 결방                                                                       | 매주 평일 아침 8:50 ~ 9:30   | 40분      |
| MBC TV    | 2021년 2월 26일 : 재방송 결방                                                                       | 매주 평일 아침 8:50 ~ 9:30   | 40분      |
| MBC TV    | 2021년 3월 26일 : 재방송 결방                                                                       | 매주 평일 아침 8:50 ~ 9:30   | 40분      |
| MBC TV    | 2021년 4월 8일 : 재방송 결방                                                                        | 매주 평일 아침 8:50 ~ 9:30   | 40분      |
| MBC TV    | 2021년 5월 5일 [77회] : 재방송 결방                                                                 | 매주 평일 아침 8:50 ~ 9:30   | 40분      |
| MBC TV    | 2021년 5월 19일 [87회] : 재방송 결방                                                                | 매주 평일 아침 8:50 ~ 9:30   | 40분      |

### 재방송 시간 추가 & 특별판 편성
| 방송 채널 | 방송 기간                                          | 방송 시간                    | 방송 분량 |
| --------- | -------------------------------------------------- | ---------------------------- | --------- |
| MBC TV    | 2021년 1월 17일 [3회] (재방송)                     | 일요일 아침 7:10 ~ 7:50      | 40분      |
| MBC TV    | 2021년 1월 17일 [4회] (재방송)                     | 일요일 아침 7:50 ~ 8:30      | 40분      |
| MBC TV    | 2021년 1월 17일 [5회] (재방송)                     | 일요일 아침 8:30 ~ 오전 9:10 | 40분      |
| MBC TV    | 2021년 2월 11일 [23회] (재방송)                    | 목요일 아침 7:20 ~ 8:00      | 40분      |
| MBC TV    | 2021년 2월 14일 [1~23회 한 번에 몰아보기] (특별판) | 일요일 아침 8:05 ~ 오전 9:20 | 75분      |

### 재방송 시간 편성 변경
| 방송 채널 | 방송 기간                      | 방송 시간               | 방송 분량 |
| --------- | ------------------------------ | ----------------------- | --------- |
| MBC TV    | 2021년 3월 1일 [32회] (재방송) | 월요일 아침 7:50 ~ 8:30 | 40분      |

## 등장인물

### 주요 인물
- 정우연 : 김영신(본명:강영신)(강종권의 친딸)(23세) 역 (아역 : 김시하) - 이 드라마의 여주인공. 고아, 밥집 주방장 → 한정식집 '궁궐' 인턴사원 → 정직원 → 주방장 → 무직→ '디딤(종합외식기업)' 식품개발부 본부장
- 재희 : 정경수(38세) 역 - 이 드라마의 남주인공. 밥집 사장 → '디딤(종합외식기업)' 식품개발부 본부장 → 사망, 영신을 길러준 아저씨, 한식당 '영화당' 창업주의 손자
- 권혁 : 박정훈(23세) 역 (아역 : 서윤혁) - 이 드라마의 서브 남주인공. 영신을 짝사랑하는 친구, 신은천대학교 의대 본과 3학년
- 강다현 : 이다정(23세) 역 (아역 : 이소윤) - 이 드라마의 서브 여주인공이자 前 서브 악녀. 영신의 단짝 → 라이벌, 정훈의 前 연인, 신은천대학교 식품영양학과 졸업, 한정식집 '궁궐' 인턴사원 → 무직
- 조한준 : 장오복(23세) 역 (아역 : 한창민) - 영신의 친구, 동네 건달 → 검정고시 준비생 → 대입수험생

### 궁궐 사람들
- 김혜옥 : 최숙정(58세) 역 - 이 드라마의 최종 보스 1. 한정식집 '궁궐' 여사장, 주방장 출신, 경수의 생모, 과거 경수 부의 내연녀
- 남경읍 : 강종권(58세) 역 - 이 드라마의 최종 보스 2. 숙정의 전남편이자 영신의 생부, 한정식집 '궁궐'과 다수 요식업체 실소유주, '디딤(종합외식기업)' 회장 → 퇴임
- 변우민 : 강종우(52세) 역 - 이 드라마의 중간 보스 1. 종권의 동생, 무직, 도박 중독자 → 한정식집 '궁궐' 사장
- 최수린 : 서민경(48세) 역 - 이 드라마의 중간 보스 2. 종우의 아내, 한정식집 '궁궐' 사장 → 총지배인
- 권도균 : 강준영(24세) 역 (아역 : 우성민) - 종우와 민경의 아들, 한정식집 '궁궐' 서빙 직원 → 카페 '스토랑트' 직원 (9회 ~ 67회, 69회, 71회, 77회, 83회, 87회 ~ 88회)
- 이루 : 최성찬(42세) 역 - 숙정의 조카, 한정식집 '궁궐' 조리사 → 총지배인

### 밥집 단골들
- 김영호 : 박경철(48세) 역 - 정훈의 아버지, 용역팀 팀장
- 오영실 : 세진(44세) 역 - 다정의 어머니, 읍내 의류 매장(그랭드보떼) 매니저
- 김정호 : 이완수(48세) 역 - 다정의 아버지, 시골 초등학교 교사
- 김민경 : 맹순(75세) 역 - 오복의 할머니, 채소 노점상 상인
- 한정호 : 장용구(42세) 역 - 오복의 삼촌, 지체장애인

### 그 외 인물
- 권소이 : 황필선(37세) 역 - 머리핀 장수, 용구의 연인 → 아내 (38회 ~ 60회, 67회 ~ 120회)
- 안수호 : 용철 역 - 오복의 아버지
- 박옥출 : 미자 역 - 오복의 어머니
- 배기범 : 창수 역 - 최숙정의 오빠이자 성찬의 친부
- 양지우 : 반 아이 역
- 김보경 : 반 아이 역
- 박소을 : 머리띠한 여자아이 역
- 이가빈 : 여직원 역
- 한창현 : 김 비서 역
- 옥주리 : 생선 장수 역 (1회)
- 황정용 : 목사 역 - 영신이 크리스마스를 맞아 찾아간 교회 목사 (5회)
- 이영희 : 칠성 할머니 역 - 숙정의 고향에 살던 대추나무집 할머니, 교통사고로 사망 (5회 ~ 8회)
- 노지환 : 남인턴 1 역 (12회)
- 안진희 : 여인턴 역 (12회)
- 장동일 : 남인턴 2 역 (12회)
- 염정구 : 손님 역 - 준영과 싸우는 남자 (12회)
- 양진선 : 손님 역 - 소고기전골을 극찬하는 여자 (32회)
- 유시연 : 진상 고객 역 - 세진의 매장에서 갑질을 하는 여자 (33회)
- 곽지유 : 정훈 모 역 - 시한부 환자 (33회 ~ 50회)
- 박선우 : 종권의 비서 역 (40회)
- 김한상 : 밥집 손님 역 (41회)
- 김승민 : 디딤 직원 역 - 숙정의 과거를 알아보는 직원 (42회)
- 임정옥 : 옷가게 주인 역 - 용구와 필선이 방문한 옷가게 주인 (44회)
- 구서준 : 단속 2 역 - 필선의 노점상을 단속하는 단속반 직원 (47회)
- 이시후 : 홍수찬 역 - 정훈 모와 재혼한 남자 (47회)
- 오지영 : 의사 역 (50회)
- 이자령 : 호떡집 주인 역 - 영신에게 호떡을 파는 여자 (51회)
- 양윤희 : 영기 엄마 역 - 채소 노점상 손님 (56회)
- 정미경 : 종업원 역 - 영신과 경수가 방문한 고래감자탕 종업원(61회)
- 성현미 : 이불집 여자 역 - 영신과 경수에 대해 험담하는 여자 (64회)
- 채윤희 : 여자 역 - 채소 노점상 손님 (64회)
- 신선희 : 하객 역 - 영신이 참석한 비즈니스 포럼 애프터파티 하객 (67회)
- 조민제 : 미용사 역 - 다정의 머리를 자르는 미용사 (69회)
- 신인아 : 손님 역 - 그랑드보떼에 방문한 손님 (70회)
- 이성일 : 홈쇼핑 관계자 역 - 종권과 간편식 계약을 맺는 관계자 (70회)
- 김상우 : 황필용 역 - 필선의 둘째 남동생 (75회 ~ 76회, 80회, 89회)
- 엄태옥 : 오 실장 역 - 종권의 수족 (76회, 81회, 84회 ~ 85회, 87회 ~ 88회)
- 이승은 : 젊은 숙정 역 (78회)
- 김민지 : 경수 모 역 - 경수를 키워준 양어머니, 자살 (78회)
- 엄옥란 : 필선 모 역 (80회, 82회, 89회)
- 김형원 : 필선 첫째 남동생 역 (80회, 82회, 89회)
- 강충훈 : 사회자 역 - '제2대 최숙정 회장 취임식' 사회자 (80회 ~ 81회)
- 이순풍 : 의사 역 - 종권을 수술한 의사 (81회)
- 미상 : 문정식품 손녀 역
- 미상 : 의사 역

### 특별 출연
- 전무송 : 밥집 손님 역 - 손자와 밥을 먹으러 온 손님 (1회)
- 안내상 : 경수 아버지 역 - 영신을 경수에게 맡긴 인물, 과거 20세 숙정을 겁탈한 인물 (1회)
- 황효은 : 이불집 여자 역 - 용구에게 베개를 팔아먹은 여자 (4회)
- 윤아정 : 정화 역 - 경수를 버리고 떠난 첫사랑, 심리학과 전공 (7회 ~ 8회)
- 정소영 : 김지선 역 - 종권의 첫사랑, 영신의 생모, 교통사고로 사망 (사진 출연)

## 시청률
아래의 파란색 숫자는 '최저 시청률'이고, 빨간색 숫자는 '최고 시청률'입니다. 시청률조사회사와 지역별로 시청률에 차이가 있을 수 있습니다. 
| 2021년      | 2021년      | 2021년         |
| 회차        | 방송일      | AGB 시청률     |
| 회차        | 방송일      | 대한민국(전국) |
| ----------- | ----------- | -------------- |
| 제1회       | 1월 11일    | 5.6%           |
| 제2회       | 1월 12일    | 5.6%           |
| 제3회       | 1월 13일    | 5.8%           |
| 제4회       | 1월 14일    | 5.8%           |
| 제5회       | 1월 15일    | 5.5%           |
| 제6회       | 1월 18일    | 5.7%           |
| 제7회       | 1월 19일    | 5.9%           |
| 제8회       | 1월 20일    | 5.9%           |
| 제9회       | 1월 21일    | 5.7%           |
| 제10회      | 1월 22일    | 6.0%           |
| 제11회      | 1월 25일    | 5.6%           |
| 제12회      | 1월 26일    | 6.2%           |
| 제13회      | 1월 27일    | 6.2%           |
| 제14회      | 1월 28일    | 5.6%           |
| 제15회      | 1월 29일    | 6.1%           |
| 제16회      | 2월 1일     | 5.8%           |
| 제17회      | 2월 2일     | 5.7%           |
| 제18회      | 2월 3일     | 5.2%           |
| 제19회      | 2월 4일     | 6.0%           |
| 제20회      | 2월 5일     | 6.5%           |
| 제21회      | 2월 8일     | 5.6%           |
| 제22회      | 2월 9일     | 5.5%           |
| 제23회      | 2월 10일    | 6.5%           |
| 제24회      | 2월 15일    | 5.6%           |
| 제25회      | 2월 16일    | 6.4%           |
| 제26회      | 2월 17일    | 6.2%           |
| 제27회      | 2월 18일    | 6.2%           |
| 제28회      | 2월 19일    | 5.7%           |
| 제29회      | 2월 22일    | 5.5%           |
| 제30회      | 2월 23일    | 5.9%           |
| 제31회      | 2월 24일    | 6.4%           |
| 제32회      | 2월 25일    | 5.4%           |
| 제33회      | 3월 1일     | 6.9%           |
| 제34회      | 3월 2일     | 5.7%           |
| 제35회      | 3월 3일     | 5.8%           |
| 제36회      | 3월 4일     | 6.0%           |
| 제37회      | 3월 5일     | 5.4%           |
| 제38회      | 3월 8일     | 5.7%           |
| 제39회      | 3월 9일     | 6.1%           |
| 제40회      | 3월 10일    | 6.2%           |
| 제41회      | 3월 11일    | 5.4%           |
| 제42회      | 3월 12일    | 6.0%           |
| 제43회      | 3월 15일    | 6.0%           |
| 제44회      | 3월 16일    | 5.4%           |
| 제45회      | 3월 17일    | 5.9%           |
| 제46회      | 3월 18일    | 5.7%           |
| 제47회      | 3월 19일    | 5.6%           |
| 제48회      | 3월 22일    | 5.6%           |
| 제49회      | 3월 23일    | 5.3%           |
| 제50회      | 3월 24일    | 5.3%           |
| 제51회      | 3월 26일    | 5.7%           |
| 제52회      | 3월 29일    | 6.2%           |
| 제53회      | 3월 30일    | 5.9%           |
| 제54회      | 3월 31일    | 5.6%           |
| 제55회      | 4월 1일     | 5.5%           |
| 제56회      | 4월 2일     | 5.6%           |
| 제57회      | 4월 5일     | 5.5%           |
| 제58회      | 4월 6일     | 5.6%           |
| 제59회      | 4월 8일     | 5.4%           |
| 제60회      | 4월 9일     | 6.2%           |
| 제61회      | 4월 12일    | 6.8%           |
| 제62회      | 4월 13일    | 5.4%           |
| 제63회      | 4월 14일    | 6.2%           |
| 제64회      | 4월 15일    | 5.6%           |
| 제65회      | 4월 16일    | 6.3%           |
| 제66회      | 4월 19일    | 6.0%           |
| 제67회      | 4월 20일    | 6.4%           |
| 제68회      | 4월 21일    | 5.9%           |
| 제69회      | 4월 22일    | 5.9%           |
| 제70회      | 4월 23일    | 5.5%           |
| 제71회      | 4월 26일    | 5.8%           |
| 제72회      | 4월 27일    | 6.7%           |
| 제73회      | 4월 28일    | 5.9%           |
| 제74회      | 4월 29일    | 6.0%           |
| 제75회      | 4월 30일    | 5.7%           |
| 제76회      | 5월 3일     | 5.8%           |
| 제77회      | 5월 4일     | 6.1%           |
| 제78회      | 5월 5일     | 6.3%           |
| 제79회      | 5월 6일     | 6.0%           |
| 제80회      | 5월 7일     | 5.8%           |
| 제81회      | 5월 10일    | 6.2%           |
| 제82회      | 5월 11일    | 6.4%           |
| 제83회      | 5월 12일    | 6.2%           |
| 제84회      | 5월 13일    | 6.2%           |
| 제85회      | 5월 14일    | 6.0%           |
| 제86회      | 5월 17일    | 6.8%           |
| 제87회      | 5월 18일    | 5.4%           |
| 제88회      | 5월 19일    | 6.2%           |
| 제89회      | 5월 20일    | 6.9%           |
| 제90회      | 5월 21일    | 6.4%           |
| 제91회      | 5월 24일    | 6.0%           |
| 제92회      | 5월 25일    | 6.0%           |
| 제93회      | 5월 26일    | 6.4%           |
| 제94회      | 5월 27일    | 5.9%           |
| 제95회      | 5월 28일    | 6.6%           |
| 제96회      | 5월 31일    | 6.7%           |
| 제97회      | 6월 1일     | 7.4%           |
| 제98회      | 6월 2일     | 6.5%           |
| 제99회      | 6월 3일     | 7.4%           |
| 제100회     | 6월 4일     | 6.2%           |
| 제101회     | 6월 7일     | 7.3%           |
| 제102회     | 6월 8일     | 7.7%           |
| 제103회     | 6월 9일     | 6.7%           |
| 제104회     | 6월 10일    | 7.0%           |
| 제105회     | 6월 11일    | 6.2%           |
| 제106회     | 6월 14일    | 6.5%           |
| 제107회     | 6월 15일    | 6.6%           |
| 제108회     | 6월 16일    | 6.7%           |
| 제109회     | 6월 17일    | 7.0%           |
| 제110회     | 6월 18일    | 7.0%           |
| 제111회     | 6월 21일    | 5.8%           |
| 제112회     | 6월 22일    | 6.4%           |
| 제113회     | 6월 23일    | 5.9%           |
| 제114회     | 6월 24일    | 6.7%           |
| 제115회     | 6월 25일    | 6.0%           |
| 제116회     | 6월 28일    | 5.4%           |
| 제117회     | 6월 29일    | 6.3%           |
| 제118회     | 6월 30일    | 5.5%           |
| 제119회     | 7월 1일     | 6.6%           |
| 제120회     | 7월 2일     | 5.8%           |
| 평균 시청률 | 평균 시청률 | 6.0%           |

## 결방 사유
- 2021년 2월 11일 : 《MBC 뉴스데스크》 편성으로 인한 결방.
- 2021년 2월 12일 : 《MBC 뉴스데스크》 편성으로 인한 결방.
- 2021년 2월 26일 : 코로나19 백신 국내 첫 접종 《특집 MBC 뉴스데스크》 편성으로 인한 결방.
- 2021년 3월 25일 : 축구 국가대표 친선경기 《대한민국 : 일본》 중계방송으로 인한 결방.
- 2021년 4월 7일 : 《특집 MBC 뉴스데스크》 편성으로 인한 결방.
  - 결방 개수: 5개

## OST
- Part.1 : 해린 - 나를 아껴준 사랑 (2021.05.25 발매)
- Part.2 : 이루 - 한사람 (2021.06.08 발매)

## 수상 및 후보
| 연도 | 시상식       | 부문                              | 수상자 | 결과 |
| ---- | ------------ | --------------------------------- | ------ | ---- |
| 2021 | MBC 연기대상 | 일일연속극 부문 남자 최우수연기상 | 권혁   | 후보 |
| 2021 | MBC 연기대상 | 일일연속극 부문 남자 최우수연기상 | 재희   | 후보 |
| 2021 | MBC 연기대상 | 일일연속극 부문 여자 최우수연기상 | 정우연 | 후보 |

## 참고 사항
- 백호민 PD와 하청옥 작가가 MBC 주말 드라마 《당신은 너무합니다》 이후 3년 만에 의기투합한 작품이다.
- 백호민 PD와 하청옥 작가의 전작 MBC 주말 드라마 《당신은 너무합니다》에 특별 출연하였던 재희가 해당 작품에 캐스팅되었다.
- 백호민 PD와 재희는 MBC 주말 특별기획 드라마 《메이퀸》, MBC 주말 드라마 《당신은 너무합니다》에 이어 세 번째로 호흡을 맞추게 되었다.
- 오영실과 변우민은 SBS 일일 드라마 《아내의 유혹》 이후 11년 8개월 만에 재회하였다.
- 정우연과 오영실은 MBC 일일 특별기획 드라마 《황금주머니》 이후 4년 만에 재회하였다.
- 아역 분량이 끝난 후에도 아역 배우들이 회상 장면을 통해 계속 등장하였으나, 55회를 끝으로 최종 하차하였다.
- 2021년 1월 11일부터 2021년 6월 18일까지는 저녁 7시 10분부터 7시 50분까지 40분간 방영하였으나, 2021년 6월 21일부터는 중간광고 도입으로 인한 《MBC 뉴스데스크》의 시간대 변동으로 5분 앞당겨진 7시 5분부터 7시 40분까지 35분간 방영된다. 또한, 매주 목요일은 7시 10분부터 7시 40분까지 30분간 방영된다.
- 2021년 7월 5일부터 2021년 7월 22일까지 대체 프로그램 재방송과, 2021년 7월 23일부터 2021년 8월 6일까지 2020 도쿄올림픽 중계방송 편성으로 인하여, 후속작인 《두 번째 남편》은 2021년 8월 9일부터 방영된다.

## 같이 보기
- 대한민국의 텔레비전 드라마 목록 (ㅂ)
- 2021년 대한민국의 텔레비전 드라마 목록